# 天主教莫城教區
天主教莫城教區（拉丁語：Dioecesis Meldensis）是法國一個羅馬天主教教區，屬巴黎總教區。
第一位主教見於549年的文獻。教區位於塞納-馬恩省，2004年有教友667,615人（佔轄區總人口55.0%）、523個堂區、179名司鐸。現任教區主教為若望-伊夫·尼赫米亞。